# Hitomi Kuroishi
Pour les articles homonymes, voir Hitomi (prénom).
Hitomi Kuroishi (黒石ひとみ, Kuroishi Hitomi) est une auteur, interprète, et compositrice Japonaise, née à Kanazawa, Préfecture d'Ishikawa. Elle est surnommée simplement Hitomi pour ses chansons, à ne pas confondre avec la chanteuse de JPOP Hitomi.
Elle est connue de par sa participation à la bande originale du dessin animé Last Exile, pour lequel elle compose pour le groupe Dolce Triade (les autres membres étant Maki Fujiwara et Yuki Yamamoto) en plus d'interpréter le thème final Over The Sky.
Kuroishi a travaillé aux côtés du compositeur Kōtarō Nakagawa pour un certain nombre de bandes originales d'anime, à savoir Planetes, Gun X Sword et, plus récemment en 2006, Code Geass, qui inclut les chansons Stories, Innocent Days, Alone, Masquerade, Continued Story,  et plusieurs autres.

## Réalisations
- Baby Baachan (TV) : Musique du thème d'ouverture (générique d'ouverture)
- Code Geass Lelouch of the Rebellion (TV) : Musique
- Code Geass Lelouch of the Rebellion R2 (TV) : Musique
- Dog Soldier: Shadows of the Past (OAV) : Musique
- Hoshi Neko Fullhouse (OAV) : Arrangements, Composition (générique de fin), Interprétation
- Last Exile (TV) : Musique, Interprétation (générique de fin)
- Planetes (TV) : Composition (générique final, épisodes 7, 10, 14, 16, 19, 22, 24, 25, chansons internes)
- Toki-iro Kaima (OAV) : Arrangements (générique de fin n°1), Composition (générique de fin n°1)

## Albums
Angel Feather Voice (18/03/2008)
1. Innocent Days (Code Geass - Chanson interne)
2. Alone (Code Geass - Chanson interne)
3. Stories (Code Geass - Chanson interne)
4. Masquerade (Code Geass - Chanson interne)
5. La Speranza (Gun X Sword - Chanson interne)
6. Paradiso (Gun X Sword - Chanson interne)
7. PLANETES (Planetes - Chanson interne)
8. A secret of the moon (Planetes - Chanson interne)
9. A New World Has Come (Last Exile - Chanson interne)
10. Rays Of Hope (Last Exile - Chanson interne)
11. Prayer For Love (Last Exile - Chanson interne)
12. Requiem In The Air (Last Exile - Chanson interne)
13. Over The Sky (Last Exile - Générique de fin)
14. PLANETES[cadenza] (Planetes - Générique de fin)
15. Shangri-la O.S.T    (Shangri-la O.S.T)

Angel Feather Voice 2 (14/12/2011)
1. Continued Story
2. 天への祈り
3. 胡鳥夢幻
4. Sensibility
5. 僕は、鳥になる。
6. With You
7. はじまりの朝に光あれ。[Angel Feather Ver.]
8. 耳飾りの約束
9. Strange Girl [Remix]
10. Lullaby of M
11. 月に隠せし蝶の夢 [Angel Feather Ver.]
12. PLANETES[affettuoso]
13. Starboard [Angel Feather Ver.]
14. Lost Friend [Remix]
15. Nunnally [Remix]
16. シャングリ・ラを目指して
17. Over The Sky